# هارولد بریج
هارولد بریج (انگلیسی: Harold Bridges؛ ۳۰ ژوئن ۱۹۱۵ – ۱۹۸۹ (۷۳−۷۴ سال)) بازیکن فوتبال اهل بریتانیا بود.
از باشگاه‌هایی که در آن بازی کرده‌است می‌توان به باشگاه فوتبال ویتون آلبیون، باشگاه فوتبال منچستر سیتی، و باشگاه فوتبال ترانمره راورز اشاره کرد.